# Egon Larsson
Egon Malte Larsson, född 30 oktober 1914 i Matteus församling i Stockholm, död 7 februari 1989 i Maria församling i Helsingborg, var en svensk operettsångare, skådespelare, dansare, regissör, koreograf, kompositör och textförfattare.

## Biografi
Larsson var son till Erik Martin Larsson (1885–1948) och Ida Persson (1882–1960). Han studerade mellan 1930 och 1931 vid Kungliga Teaterns balettskola. Därefter dansstudier hos Sven Tropp. Mellan 1933 och 1935 var han engagerad vid Oscarsteatern i Stockholm dit han återkom både som regissör och koreograf vid flera tillfällen under karriären. Han var operettcharmör på Stora Teatern i Göteborg, Hippodromteatern i Malmö och Södra Teatern i Stockholm.
Han hade stora framgångar på Scalateatern i Stockholm både som regissör och skådespelare, här kan nämnas bland annat Min syster och jag, Kung för en natt och Alltsedan Adam och Eva. Egon Larsson var under många år anställd av Sandrews som regissör, koreograf och skådespelare på Oscarsteatern i Stockholm, där han fick sitt smeknamn - "Mr Oscars". Senare engagerades han av Malmö Stadsteater och blev dess komiska ankare i många år.
Larsson samarbetade med Povel Ramel i radioserien Jakten på Johan Blöth 1948–1949 och sedan i ett antal Knäppupp-revyer.
På äldre dar bosatte han sig i Helsingborg där han bland annat svarade för koreografin till några av Nils Poppes lustspel på Fredriksdalsteatern. Han gjorde också koreografier till två revyer "Varvet runt" samt "Svea allting flyter" på Skånska Teatern i Landskrona.
Han började också i Helsingborg ett framgångsrikt samarbete med Nöjesteatern, som då var verksamt i Helsingborgs konserthus. Han fick ett nära samarbete, mer eller mindre som far och son med Anders Aldgård som resulterade i flera stora succéer.  När Nöjesteatern kom till Malmö och Pildammsteatern var Egon Larsson dess regissör och ansvarig för teaterns exempellösa framgång som bland annat resulterade i etableringen i Malmö i och med övertagandet av Nya Teatern, numera Nöjesteatern. 
Larsson hade två döttrar med sin första hustru sångerskan Gun Larsson, nämligen skådespelarna Gunilla och Chatarina Larsson. Han hade en son med sin andra hustru sångerskan Eva Larsson, pianisten och kompositören Lalle Larsson.
Egon Larsson är begravd på Kvibergs kyrkogård i Göteborg.

## Filmografi
- 1943 – Det spökar – det spökar...
- 1943 – En melodi om våren
- 1944 – Sabotage
- 1944 – Gröna hissen
- 1948 – Livet på Forsbyholm
- 1948 – Flottans kavaljerer
- 1949 – Boman får snurren
- 1950 – Södrans revy
- 1952 – Snurren direkt
- 1954 – Två sköna juveler
- 1954 – Flottans glada gossar
- 1954 – Dans på rosor
- 1955 – Flicka i kasern
- 1955 – Foreign Intrigue (TV-serie)
- 1956 – Sista natten
- 1957 – Nu är det dags
- 1958 – Kostervalsen
- 1974 – Larry Larssons flykt och förvandling eller Båtsmannens barn
- 1978 – Dagar med Knubbe (TV-serie)

## Koreografi
- 1948 – Flottans kavaljerer
- 1950 – Södrans revy
- 1953 – Kungen av Dalarna
- 1954 – Flottans glada gossar
- 1954 – Dans på rosor
- 1955 – Hoppsan!
- 1955 – Flottans muntergökar

## Teater

### Roller (ej komplett)
| År   | Roll                 | Produktion | Regi                      | Teater                                           |
| ---- | -------------------- | --- | ------------------------- | ------------------------------------------------ |
| 1933 | Pirat                | De tre musketörerna (Die drei Musketiere) Rudolf Schantzer, Ernst Welisch och Ralph Benatzky                       | Nils Johannisson          | Oscarsteatern                                    |
| 1942 | Medverkande          | Glada gatan, revy Ch. Henry och Einar Molin                                                                        | Gideon Wahlberg           | Odeonteatern, Stockholm                          |
| 1943 | Medverkande          | Marsch till Söder, revy Dardanell, Dix Dennie, Åke Balltorp                                                        | Karl Kinch                | Södra Teatern                                    |
| 1946 | Medverkande          | Ett lysande elände, revy Karl Gerhard                                                                              | Hasse Ekman               | Oscarsteatern                                    |
| 1946 | Sam                  | Eskapad Lajos Lajtai och Staffan Tjerneld                                                                          | William Mollison          | Oscarsteatern                                    |
| 1947 | Medverkande          | Trivsel-Sverige, revy Karl Gerhard                                                                                 | Gösta Terserus            | Oscarsteatern                                    |
| 1948 | Medverkande          | Stockholm hela dan, revy Kar de Mumma                                                                              | Douglas Håge              | Södra Teatern                                    |
| 1949 | Medverkande          | Söder ställer ut, revy Kar de Mumma, Nils Perne och Sven Paddock                                                   | Sven Paddock Egon Larsson | Södra Teatern                                    |
| 1950 | Medverkande          | Farväl till 40-talet, revy Kar de Mumma                                                                            | Sven Paddock              | Södra Teatern                                    |
| 1951 | Sam                  | Blåjackor (Boys in Blue) Lajos Lajtai och Lauri Wylie                                                              | Sven Aage Larsen          | Oscarsteatern                                    |
| 1954 | Boni Kanscianu       | Csardasfurstinnan (Die Csárdásfürstin) Emmerich Kálmán, Leo Stein och Béla Jenbach                                 | Egon Larsson              | Oscarsteatern                                    |
| 1955 | Celestin             | Lilla helgonet (Mam'zelle Nitouche) Hervé, Henri Meilhac och Albert Millaud                                        | Ivo Cramér                | Oscarsteatern                                    |
| 1956 | Boris Adzinidzinadze | Can-Can Cole Porter och Abe Burrows                                                                                | Ivo Cramér                | Oscarsteatern                                    |
| 1957 |                      | Cirkusprinsessan (Die Zirkusprinzessin) Emmerich Kálmán, Julius Brammer och Alfred Grünwald                        | Egon Larsson              | Oscarsteatern                                    |
| 1957 | Jimmy Smith          | No, No, Nanette Vincent Youmans, Otto Harbach, Frank Mandel och Irving Caesar                                      | Egon Larsson              | Oscarsteatern                                    |
| 1958 | Joseph Calicot       | Madame Pompadour Rudolf Schanzer, Ernst Welisch och Leo Fall                                                       | Ivo Cramér                | Oscarsteatern                                    |
| 1961 | Leopold              | Vita hästen (Im weißen Rößl) Hans Müller och Ralph Benatzky                                                        | Egon Larsson              | Oscarsteatern                                    |
| 1962 | K.G. Balck           | Tre valser (Drei Walzer) Oscar Straus, Paul Knepler och Armin Robinson                                             | Ivo Cramér                | Oscarsteatern                                    |
| 1963 | Domare Corrumpus     | Lås in Era döttrar (Lock up your daughters) Laurie Johnson, Lionel Bart och Bernard Miles                          | Ivo Cramér                | Oscarsteatern                                    |
| 1964 | Robert               | Far i luften (Boeing-Boeing) Marc Camoletti                                                                        | Egon Larsson              | Lisebergsteatern Senare flyttad till ABC-Teatern |
| 1968 |                      | Galanta intriger (The Beaux' Stratagem) George Farquhar, Ernst van Altena, Jack Popplewell och Jurriaan Andriessen | Egon Larsson              | Malmö stadsteater                                |
| 1973 |                      | Leva loppan (La puce à l'oreille) Georges Feydeau                                                                  | Andris Blekte             | Malmö stadsteater                                |
| 1977 |                      | Spanska flugan (Die spanische Fliege) Franz Arnold och Ernst Bach                                                  | Olle Johansson            | Helsingborgs stadsteater                         |
| 1978 |                      | Åh, vilket härligt krig! (Oh, What a Lovely War!) Charles Chiltom och Joan Littlewood                              | Jan Lewin                 | Helsingborgs stadsteater                         |
| 1979 | Giovanni             | Vi betalar inte, vi betalar inte (Non si paga! non si paga!) Dario Fo                                              | Hans Polster              | Helsingborgs stadsteater                         |

### Regi (ej komplett)
| År   | Produktion                                    | Upphovsmän | Teater                                           |
| ---- | --------------------------------------------- | --- | ------------------------------------------------ |
| 1949 | Söder ställer ut, revy                        | Kar de Mumma, Nils Perne och Sven Paddock                                                                              | Södra Teatern Regi tillsammans med Sven Paddock  |
| 1953 | Grattis, grattis, revy                        | | Folkan                                           |
| 1954 | Csardasfurstinnan Die Csárdásfürstin          | Emmerich Kálmán, Leo Stein och Béla Jenbach                                                                            | Oscarsteatern                                    |
| 1956 | Scala i gala, revy                            | | Scalateatern                                     |
| 1957 | Cirkusprinsessan Die Zirkusprinzessin         | Emmerich Kálmán, Julius Brammer och Alfred Grünwald                                                                    | Oscarsteatern                                    |
| 1957 | No, No, Nanette                               | Vincent Youmans, Otto Harbach, Frank Mandel och Irving Caesar                                                          | Oscarsteatern                                    |
| 1958 | Skratta gärna åt oss, revy                    | | Scalateatern                                     |
| 1961 | Alltsedan Adam och Eva Lige siden Adam og Eva | Poul Sørensen och Erik Fiehn                                                                                           | Scalateatern                                     |
| 1961 | Vita hästen Im weißen Rößl                    | Hans Müller och Ralph Benatzky                                                                                         | Oscarsteatern                                    |
| 1964 | Far i luften Boeing Boeing                    | Marc Camoletti | Lisebergsteatern Senare flyttad till ABC-Teatern |
| 1965 | Ta av dej skorna, revy                        | Povel Ramel och Beppe Wolgers                                                                                          | Turné/ Idéonteatern                              |
| 1968 | Galanta intriger The Beaux' Stratagem         | George Farquhar, Ernst van Altena, Jack Popplewell och Jurriaan Andriessen Översättning Olov Jonason och Gunnar Wersén | Malmö stadsteater                                |
| 1971 | Vår i luften Boeing Boeing                    | Marc Camoletti Översättning Lennart Lagerwall                                                                          | Malmö stadsteater                                |
| 1978 | Caviar och spagetti Caviale e lenticchie      | Giulio Scarnicci och Renzo Tarabusi Översättning Folke Hamrin                                                          | Helsingborgs stadsteater                         |
| 1980 | Omaka par The Odd Couple                      | Neil Simon Översättning Torsten Ehrenmark                                                                              | Malmö stadsteater                                |
| 1981 | Sten Stensson Stéen går igen                  | Carro Bergkvist och Arne Wahlberg                                                                                      | Fredriksdalsteatern                              |

### Koreografi
| År   | Produktion                   | Upphovsmän                                                             | Regi                      | Teater                   |
| ---- | ---------------------------- | ---------------------------------------------------------------------- | ------------------------- | ------------------------ |
| 1948 | Stockholm hela dan, revy     | Kar de Mumma                                                           | Douglas Håge              | Södra Teatern            |
| 1949 | Söder ställer ut, revy       | Kar de Mumma, Nils Perne och Sven Paddock                              | Sven Paddock Egon Larsson | Södra Teatern            |
| 1951 | Blåjackor Boys in Blue       | Lajos Lajtai och Lauri Wylie Översättning S.S. Wilson och Roland Levin | Sven Aage Larsen          | Oscarsteatern            |
| 1956 | Boyfriend The Boy Friend     | Sandy Wilson Översättning Gösta Rybrant                                | Lars Barringer            | Upsala-Gävle stadsteater |
| 1981 | Sten Stensson Stéen går igen | Carro Bergkvist och Arne Wahlberg                                      | Egon Larsson              | Fredriksdalsteatern      |